# Fly IQ4416
Fly IQ 4416 Era Life 5 — мультимедийный смартфон начального уровня. Смартфон был представлен компании Флай летом 2014 года в основном для Российского рынка. Смартфон имеет все современные функции при низкой цене.